# Medaille van het Carnegie Heldenfonds
De Medaille van het Carnegie Heldenfonds is een eerbetoon dat door een particuliere organisatie, de Nederlandse afdeling van het internationaal werkende Carnegie Heldenfonds, wordt uitgereikt.
De medaille en de Stichting Carnegie Heldenfonds ontlenen hun naam aan Andrew Carnegie, (1835 - 1919), de directeur van de United States Steel Co, een filantropisch ingestelde Amerikaan van Schotse afkomst die tijdens zijn leven honderden miljoenen schonk aan goede doelen. Na een mijnramp in 1904 waarbij ook twee mannen die de 176 ingesloten kompels probeerden te redden omkwamen riep Carnegie een "Carnegie Hero Fund Commission" in het leven. Deze commissie kreeg een werkkapitaal van vijf miljoen dollar.

In de daaropvolgende jaren ontstonden in meerdere landen zelfstandige Carnegie Heldenfondsen.
De in 1911 ingestelde medaille wordt in zilver of brons uitgereikt aan hen, die "met eigen levensgevaar anderen het leven hebben gered of daartoe een serieuze poging hebben gedaan".
De reddingspoging hoeft dus niet per se geslaagd te zijn.
De medaille wordt door de Nederlandse regering erkend en militairen mogen haar op hun uniform dragen.
Er zijn twee types van de decoratie uitgereikt: een legpenning en een draagmedaille.
In 2005 werd een nieuwe legpenning ingesteld die kan worden verleend aan mensen die voor anderen opkomen en daarbij zelf gevaar lopen.
In de jaren 1911-1928 werd een legpenning uitgereikt. Deze penningen hebben een diameter van vijf centimeter en zij tonen het portret van de filantroop Andrew Carnegie. Aan de keerzijde is een met een speer bewapende naakte man afgebeeld die een eveneens naakte vrouw redt uit de klauwen van een draak. Rechtsboven deze scène staat het randschrift "CARNEGIE HELDENFONDS". Onder het tafereel is ruimte voor het graveren van de naam van de gedecoreerde, de reden van decoreren en de plaats en de datum.
De gedecoreerden waren, zoals ook bij het Erepenning voor Menslievend Hulpbetoon het geval was, wel verguld met de aandacht en de waardering maar teleurgesteld omdat er geen sprake was van een "lintje". Velen zagen een medaille die men niet kan opspelden niet voor vol aan.
Na de nodige klachten en suggesties besloot het bestuur van het Carnegie Heldenfonds in 1928 om de decoratie in een andere vorm te verlenen.
- De Draagmedaille van het Carnegie Heldenfonds in Zilver

De zilveren medaille heeft een diameter van iets meer dan vier centimeter en zij toont het portret van Andrew Carnegie. Op de keerzijde is een met een speer bewapende naakte man afgebeeld die een eveneens naakte vrouw redt uit de greep van een kronkelende draak. Rechtsboven deze scène staat het randschrift "CARNEGIE HELDENFONDS". Onder het tafereel is ruimte voor het graveren van de naam van de gedecoreerde, de reden van decoreren en de plaats en de datum.
- De Draagmedaille van het Carnegie Heldenfonds in Brons

De bronzen medaille heeft een diameter van iets meer dan vier centimeter en zij toont het portret van Andrew Carnegie. Op de keerzijde is een met een speer bewapende naakte man afgebeeld die een eveneens naakte vrouw redt uit de greep van een kronkelende draak. Rechtsboven deze scène staat het randschrift "CARNEGIE HELDENFONDS". Onder het tafereel is ruimte voor het graveren van de naam van de gedecoreerde, de reden van decoreren en de plaats en de datum.
De draagmedaille en de legpenning waren en zijn sinds 1911 niet gewijzigd en bij beide metalen precies gelijk vormgegeven.
De medailles worden ongeacht het metaal waarin zij werden uitgereikt op de linkerborst gedragen aan een draaglint of strik van rode zijde met aan weerszijden een smalle baan blauw en drie smalle witte banen. Er zijn ook linten met aan weerszijden vier smalle witte banen vervaardigd.
Op de batons worden kleine bronzen of zilveren achtpuntige sterren vastgemaakt om het metaal van de medaille aan te duiden.
- De Bronzen legpenning

Mensen die "met gevaar voor eigen lijf en goed voor anderen in de bres zijn gesprongen" kan een bronzen legpenning worden toegekend. Die wordt, net als de medailles, vergezeld door een 'loffelijk getuigschrift', een bewijs van het moedige gedrag.

Het bestuur van het Carnegie Heldenfonds heeft tot het instellen van deze penning besloten om haar waardering te kunnen uiten voor mensen die "voor anderen opkomen en daarbij zelf gevaar lopen". Dit hoeft geen levensgevaar te zijn. Ook hoeft het geen levensreddende actie te zijn.
Het Carnegie Heldenfonds publiceert jaarlijks een jaarverslag waarin de namen van de in dat jaar gedecoreerde personen worden vermeld.De website geeft ook informatie over de wijze waarop men een ander kan voordragen.

Tijdelijke (financiële) ondersteuning van de onderscheiden helden en hun nabestaanden en cadeaus voor minderjarige helden worden uit het door Carnegie ter beschikking gestelde kapitaal bekostigd. 